# Дова (округ)
Дова (англ. Dowa) — округ в Центральном регионе Малави. По состоянию на 2011 год в округе проживает 411 000 человек. Площадь территории составляет 3041 км². Административный центр округа — город Дова.

## Население
Основное население округа составляет народность Яо.

## Экономика
Основа экономики — это выращивание арахиса, табака и хлопка. Округ является одним из беднейших районов Малави. В населённом пункте находится окружная больница.